# Удо Гемпель
Удо Гемпель (нім. Udo Hempel, 3 листопада 1946) — німецький велогонщик.
Олімпійський чемпіон 1972 року в командній гонці переслідування, срібний призер 1968 року в командній гонці переслідування.